# Sliver: The Best of the Box
Sliver: The Best of the Box — збірка пісень американського рок-гурту Nirvana, що вийшла у 2005 році.

## Історія виходу
Збірка Sliver: The Best of the Box була випущена наступного року після виходу бокс-сету With the Lights Out. На відміну від величезного набору, що містив три компакт-диски та один DVD, Sliver складався з одного диску. До нього увійшли 19 композицій з With the Lights Out, та три раніше не опублікованих композиції. Зокрема, альбом містив запис пісні «Spank Thru» у виконанні першого гурту Курта Кобейна Fecal Matter, датований 1985 роком. Окрім цього, до збірки увійшов студійний варіант пісні «Sappy» 1990 року, а також так звана «бумбокс-версія» «Come As You Are» (насправді — запис репетиції гурту на магнітофонну плівку).
За словами Кортні Лав, Sliver став першим альбомом Nirvana, у випуску якого активну участь брала донька Курта Кобейна Френсіс Бін Кобейн. В інтерв'ю Rolling Stone вдова фронтмена зазначила, що тринадцятирічна дівчина «залучилась до сімейного бізнесу», допомогаючи вибрати назву та обкладинку платівки.
Sliver: The Best Of The Box вийшов 31 жовтня 2005 року та дебютував на 21 місці в хіт-параді Billboard 200. На відміну від інших студійних альбомів, збірок та концертних альбомів Nirvana, він так і не став навіть «золотим»: з 2005 по 2016 роки було продано лише 376 тисяч примірників.

## Критичні відгуки
В музичному каталозі AllMusic збірку оцінили на три зірки з п'яти. Стівен Томас Ерлвайн намагався знайти відповідь на питання, чи варто купувати цей диск замість великого бокс-сету. На його думку, хоча більшість цікавих пісень з With the Lights Out потрапили до Sliver, проте деякі з них тут відсутні («Curmudgeon», «Verse Chorus Verse», «I Hate Myself adn I Want To Die»). Через це, Sliver мав бути достатніх для багатьох слухачів, проте справжнім шанувальникам Nirvana було варто придбати багатодисковий бокс-сет, а не цю збірку.
Оглядач музичного сайту Drowned in Sound Майк Дайвер поставив збірці низьку оцінку: чотири бали з десяти. Він розцінив його вихід як спробу Geffen заробити якомога більше грошей, яка не мала нічого спільного зі збереженням спадщини Курта Кобейна. Більш того, Дайвер зауважив, що необроблені записи продемонстрували недостатню музичну майстерність Кобейна, і те що суттєвою частиною успіху Nirvana була чудова робота продюсерів.
На сайті Pitchfork альбом отримав рейтинг 6.8/10. «Sliver пахне маніпулятивним маркетингом» — написала Аманда Петрусіч, аналізуючи посмертний реліз. Три нові композиції вона назвала «недостатньо відвертими або динамічними», але зауважила, що збірка може сподобатись тим, хто вважав With the Lights Out занадто затягнутим, і чекав на скорочену версію. 

## Список пісень
| #   | Назва                                          | Тривалість |
| --- | ---------------------------------------------- | ---------- |
| 1.  | «Spank Thru» (демо, 1985)                      | 3:45       |
| 2.  | «Heartbreaker» (наживо)                        | 2:59       |
| 3.  | «Mrs. Butterworth» (демо з репетиції)          | 4:04       |
| 4.  | «Floyd The Barber» (наживо)                    | 2:33       |
| 5.  | «Clean Up Before She Comes» (домашнє демо)     | 3:12       |
| 6.  | «About A Girl» (домашнє демо)                  | 2:44       |
| 7.  | «Blandest» (студійне демо)                     | 3:56       |
| 8.  | «Ain't It A Shame» (студійне демо)             | 2:03       |
| 9.  | «Sappy» (студійне демо, 1990)                  | 3:33       |
| 10. | «Opinion» (сольний акустичний виступ на радіо) | 1:35       |
| 11. | «Lithium» (сольний акустичний виступ на радіо) | 1:49       |
| 12. | «Sliver» (домашнє демо)                        | 2:10       |
| 13. | «Smells Like Teen Spirit» (бумбокс-версія)     | 5:40       |
| 14. | «Come As You Are» (бумбокс-версія)             | 4:10       |
| 15. | «Old Age» (не увійшла до Nevermind)            | 4:21       |
| 16. | «Oh The Guilt»                                 | 3:25       |
| 17. | «Rape Me» (домашнє демо)                       | 3:23       |
| 18. | «Rape Me» (демо з гуртом)                      | 3:03       |
| 19. | «Heart Shaped Box» (демо з гуртом)             | 5:33       |
| 20. | «Do Re Mi» (домашнє демо)                      | 4:24       |
| 21. | «You Know You're Right» (домашнє демо)         | 2:30       |
| 22. | «All Apologies» (домашнє демо)                 | 3:33       |

## Місця в хіт-парадах
| Хіт-парад (2005)                             | Найвища позиція |
| -------------------------------------------- | --------------- |
| Австрія Austrian Albums (Ö3 Austria)         | 26              |
| Франція French Albums(SNEP)                  | 19              |
| Німеччина German Albums (Offizielle Top 100) | 97              |
| Італія Italian Albums (FIMI)                 | 40              |
| Японія Japanese Albums (Oricon)              | 33              |
| Шотландія Scottish Albums (OCC)              | 49              |
| Швейцарія Swiss Albums (Schweizer Hitparade) | 87              |
| Велика Британія UK Albums (OCC)              | 56              |
| Велика Британія UK Rock & Metal Albums (OCC) | 6               |
| США Billboard 200                            | 21              |